# Годовичі
Годо́вичі — село в Україні, у Луківській селищній громаді Ковельського району Волинської області. Населення становить 240 осіб.

## Історія
У 1906 році село Мацеївської волості Ковельського повіту Волинської губернії. Відстань від повітового міста 18  верст, від волості 5. Дворів 77, мешканців 546.
До 23 грудня 2016 року село підпорядковувалось Миляновичівській сільській раді Турійського району Волинської області.
Після ліквідації Турійського району 19 липня 2020 року село увійшло до Ковельського району.

## Населення
Згідно з переписом УРСР 1989 року чисельність наявного населення села становила 307 осіб, з яких 130 чоловіків та 177 жінок.
За переписом населення України 2001 року в селі мешкало 239 осіб.

### Мова
Розподіл населення за рідною мовою за даними перепису 2001 року:
| Мова       | Відсоток |
| ---------- | -------- |
| українська | 99,17 %  |
| білоруська | 0,42 %   |
| російська  | 0,42 %   |

## Відомі люди
- Мартинюк Гнат — старшина Армії Української Народної Республіки.